# The Power and the Glory
The Power and the Glory – czwarty album brytyjskiego zespołu Cockney Rejects nagrany i wydany w 1981 roku przez wytwórnię EMI.

## Utwory
1. "Power and the Glory" – 3:47
2. "Because I'm in Love" – 2:53
3. "On the Run" – 3:36
4. "Lumon" – 1:47
5. "Friends" – 3:19
6. "Teenage Fantasy" – 3:13
7. "It's Over" – 3:27
8. "On the Streets Again" – 2:53
9. "BYC" – 2:48
10. "The Greatest Story Ever Told" – 4:05
11. "Lomdob" – 3:20
12. "Beginning of the End" – 3:19
13. "Motorhead" – 2:05
14. "Francine" – 2:53
15. "T.N.T." – 3:57

## Skład
- Jeff "Stinky" Turner – wokal
- Mick Geggus – gitara, wokal
- Vince Riodan – gitara basowa, wokal
- Keith "Sticks" Warrington – perkusja